# Schalksburg (Oitringen)
Die Schalksburg ist eine ehemalige Spornburg auf dem Gebiet der Gemeinde Straßberg zwischen Albstadt und Sigmaringen im Zollernalbkreis in Baden-Württemberg, Deutschland.
Die Burgruine ist frei zugänglich und dient heute als Aussichtspunkt.

## Geographische Lage
Die Ruine der Schalksburg liegt 760 Meter über NN in mittlerer Talhanglage auf einem in das Schmeiental vorspringenden Felssporn einer Bergecke, etwa 1,3 Kilometer nördlich der Kirche in Straßberg.

## Geschichte
Die Entstehung der „kleinen“ Schalksburg (auch Ödenburg genannt) wird, aufgrund der Auswertung von Lesekeramikfunden, auf die erste Hälfte des 12. Jahrhunderts datiert. Der ursprüngliche Name und Besitzer der Burg sind nicht nachgewiesen. Ein Zusammenhang mit den seit 1211 urkundlich bezeugten Herren von Schalksburg und deren namensgebender Burg zwischen den Albstädter Stadtteilen Burgfelden und Laufen an der Eyach wird heute bezweifelt. Zu ihren Füßen im Talgrund lag die 1264 erstmals genannte und wahrscheinlich um 1500 abgegangene Ortschaft Oitringen. Eine erste schriftliche Erwähnung der Schalksburg bei Straßberg findet sich 1333 in den Güterbeschreibungen des Klosters Beuron. Die Aufgabe der Burg als Wohnsitz muss für die erste Hälfte des 13. Jahrhunderts angenommen werden.
1992 und 1993 wurde die Ruine durch den Arbeitskreis Jan von Werth aus Straßberg restauriert.

## Beschreibung

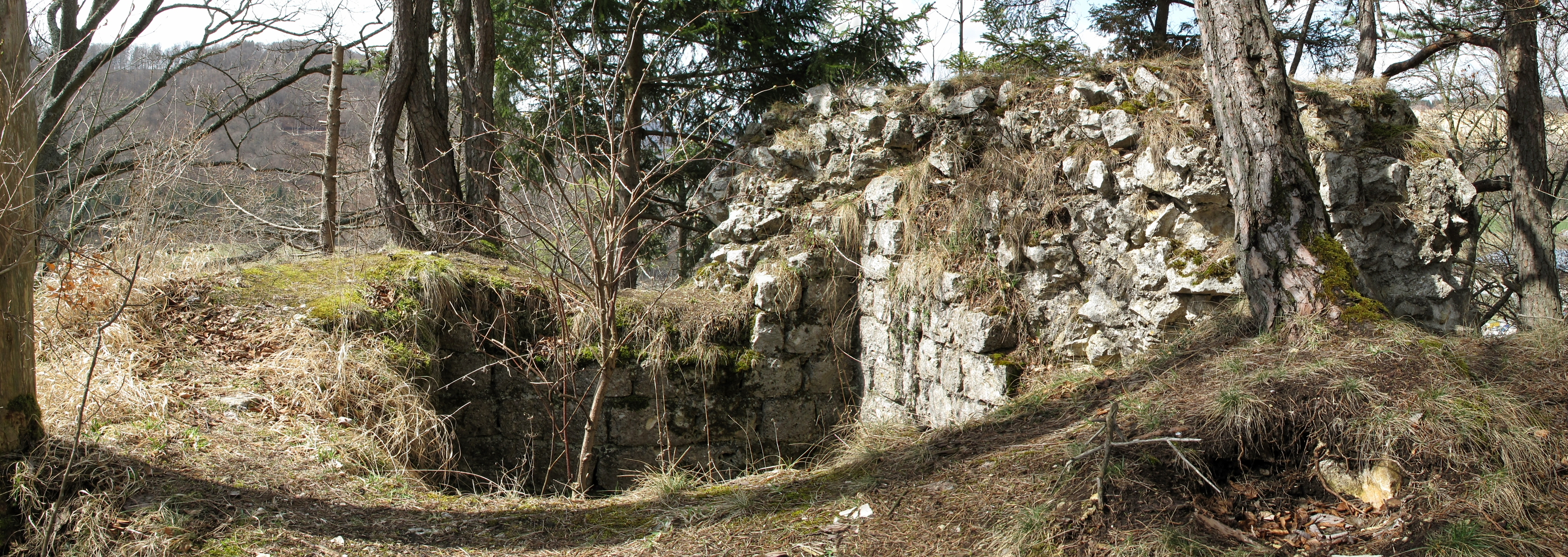
Untergeschoss des Bergfrieds

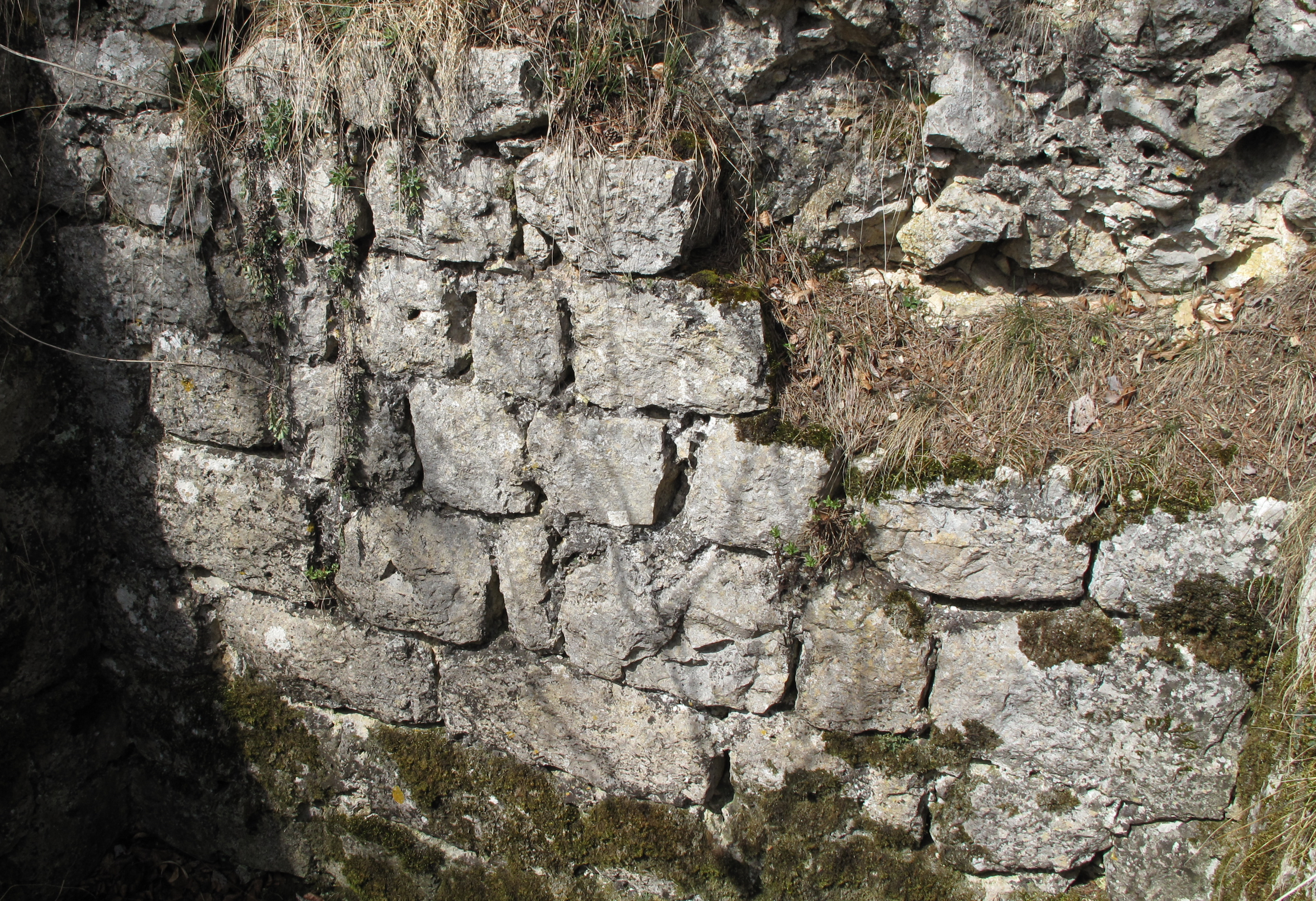
Turminnenwand mit Kleinquaderverblendung

Den Burgplatz bildet ein nach Westen abfallender, lang gezogener Felskamm, der in einen steilen Höhensporn über dem Schmeiental mündet. Ein 20 Meter langer Halsgraben, durch den heute eine schmale Straße führt, begrenzt das Burgareal zur Bergseite hin. Mehrere Felsstufen und verebnete Hangterrassen im Süden und Norden lassen die Lage von Gebäuden sowie die eines Ostturmes hinter dem Halsgraben vermuten. Mittig auf dem Felskamm, oberhalb einer flachen Senke (dem Burghof) mit dem vermuteten Zugangstor im Süden, steht eine etwa 7 × 7,40 Meter große Turmruine. Erhalten sind die Innenschale des Untergeschosses mit gut gearbeiteter Außenverblendung aus Kleinquadern sowie das etwa 5,50 Meter hohe Kernmauerwerk der Nordseite und ein großer südseitiger Fundamentmauerrest. Dieser Turm oder Bergfried steht im Zentrum eines etwa 7 × 45 Meter großen Areals der ehemaligen Kernburg, die sich auf dem Felskamm von Ost nach West zieht. Begrenzt wird sie dort von einer grabenartigen Kluft. Oberhalb dieses Abschnittsgrabens, auf dem westlichen Felskopf der Spornspitze, finden sich Reste eines turmartigen Gebäudes. Den Zugang bilden eine Reihe aus dem Stein gehauener Felsstufen. An der nordwestlichen Außenkante haben sich Lagen von Kleinquadern der Ummauerung erhalten. Die kaum meterstarken Mauerreste lassen ein maximal zweigeschossiges Turmhaus mit Fachwerkaufsatz und einer Grundfläche von rund 7 × 7 Meter vermuten.